# ایمان بیاوریم به آغاز فصل سرد (شعر)
«ایمان بیاوریم به آغاز فصل سرد» شعری از فروغ فرخزاد است که در مجموعه شعری به همین نام به چاپ رسیده‌است. 

## انتشار
بر اساس گفته سیروس شمیسا در کتاب نگاهی به فروغ فرخزاد، این شعر نخستین بار در خرداد ۱۳۴۵ (چند ماه پیش از درگذشت فروغ) در کتابی با عنوان ده اثر از ده شاعر معاصر منتشر شد. نویسنده آن کتاب که شمیسا نامی از وی نبرده، درباره این شعر نوشته است: «منظومه‌یی است طولانی که گویا هنوز تمام نشده، در سه قسمت که قسمت اول آن در این مجموعه منتشر می‌گردد.» شمیسا ضمن این که این احتمال را مطرح می‌کند که شعر «بعد از تو» می‌تواند پاره‌هایی از بخش‌های بعدی این منظومه باشد، «ایمان بیاوریم به آغاز فصل سرد» را با همین کیفیت موجود، شعر کاملی می‌داند.
م. آزاد که به گفته خودش، قسمت اول این منظومه را از زبان خود فروغ در زمانش شنیده‌است، زمان سرایش آن را «نسبتاً طولانی و پراکنده» عنوان کرده‌است. به گفته وی، در بازخوانی این شعر در زمان انتشار (پس از مرگ فروغ) مشکلاتی به وجود آمد و از این رو شعر به محمد حقوقی سپرده شد «تا به آن شکل بدهد». م. آزاد معتقد است که به جز قسمت اول، بقیه قسمت‌های این شعر نیمه‌کاره باقی مانده‌است.

## معرفی
«ایمان بیاوریم به آغاز فصل سرد» یک منظومه یا شعر بلند است که ۲۵۶ مصراع دارد و به گفته ضیاءالدین ترابی، از ۱۳ تصویر یا بند جداگانه تشکیل شده‌است. این تصویرها به صورت دایره‌وار در شعر گنجانده شده‌است و بیت‌برگردان‌هایی این تصویرها را به هم پیوند می‌زنند. این بیت‌برگردان‌ها عبارتند از: «فصل سرد»، «زمان گذشت و ساعت چهاربار نواخت»، «در کوچه باد می‌آید»، «سلام»، «ای یار، ای یگانه‌ترین یار»، «من سردم است»، «چرا نگاه نکردم»، «به مادرم گفتم دیگر تمام شد» و «نگاه کن» که در مجموع ۲۸ بار در شعر تکرار شده‌اند.

### درون‌مایه
سیروس شمیسا، درون‌مایه اصلی شعر را پذیرفتن آغاز پیری و شروع تنهایی می‌داند.

### مضمون
فروغ در این شعر با زبان ادبی فارسی امروز و با لحنی بسیار عاطفی، ماجرای شکست خود در زندگی و به طور خاص، ماجرای جدا شدن از همسرش را روایت می‌کند و در خلال آن به بیان مطالب پراکنده دیگر نیز می‌پردازد. در این شعر، همانطور که خاطرات در ذهن انسان تکرار می‌شوند، جملات و واژه‌ها مدام تکرار می‌شوند.
به نظر شمیسا این شعر سه بخش دارد: بخش اول از آغاز تا مصراع «ته‌مانده‌های روز رفته را به درون می‌کشد» که مفصل‌ترین قسمت شعر است و ‌‌‌‌‌‌‌‌‌‌‌‌‌یک بعد از ظهر برفی را از ساعت ۴ تا آغاز شب به تصویر می‌کشد و خاطرات گذشته را مرور می‌کند. بخش دوم از «من از کجا می‌آیم؟/من از کجا می‌آیم؟/که اینچنین به بوی شب آغشته‌ام» شروع می‌شود و تا «به مادرم گفتم دیگر تمام شد» ادامه دارد. این بخش نیز مروری کوتاه بر گذشته است، اما در زمانی که ماجرا تمام شده و شاعر بعد از گذار از آن سال‌ها، آرامش یافته‌است. بخش سوم از «سلام ای غرابت تنهایی» تا انتها، خطاب شاعر به خود و دنیای تازه‌اش است که در سرما فرو رفته‌است و شاعر دیگر بدان امیدی ندارد.
شعر با ناامیدی یک زن شروع می شود که در آستانه فصلی سرد ایستاده‌است؛ در حالی که دست‌های سیمانی‌اش ناتوانی او را بیان می‌کنند و نجات‌دهنده‌اش در گور خفته‌است. او به فصل بهار و جفت‌گیری گل‌ها می‌اندیشد اما به تعبیر شمیسا، این بهار، نه در آینده؛ بلکه در گذشته اوست. شاعر خود را سرزنش می‌کند که «چرا نگاه نکردم؟» یا دوراندیشی نکردم. شاعر خودش را در خاطراتش به صورت زنی به یاد می‌آورد که چشم‌هایش مانند لانه‌های خالی سیمرغان است؛ یعنی گود رفته‌است و پرنده سعادت از آن کوچیده‌است.  او به مادرش می‌گوید که باید برای روزنامه تسلیتی بفرستیم. باغ‌های تخیل زن ویران شده‌است و دو دست جوانش زیر بارش یکریز برف (پیری و فراموشی) مدفون شده‌است. شاعر آرزویی محال دارد؛ این که این دو دست جوان در بهار سال بعد جوانه بزند و سبز شود.
به گفته شمیسا، در مصراع «زمان گذشت و ساعت چهار بار نواخت»، هم به ساعت ۴ عصر اشاره دارد و هم به شروع زمستان؛ چرا که این عدد مفهوم نمادین گذشتن فصول سال را نیز دارد. همچنین منظور شاعر از نجات‌دهنده، خود اوست، چنان که شمیسا به مصراع دیگری از شعر «پنجره» اشاره می‌کند که در آن فروغ گفته‌است: «از آینه بپرس/نام نجات‌دهنده‌ات را». ‌‌‌‌‌‌ شمیسا بند «انگار مادرم گریسته بود آن شب» را اشاره به عروسی فروغ دانسته‌است اما از این که اصفهان چه نقشی در خاطرات فروغ دارد، اظهار بی‌اطلاعی می‌کند.

### موسیقی
به گفته شمیسا این شعر در دو بحر مجتث (مفاعلن فعلاتن مفاعلن فعلن) و مضارع (مفعولُ فاعلاتُ مفاعیلُ فاعلن) سروده شده‌است. این وزن‌ها موسیقی ملایم، روان و غیرضربی دارند و برای بیان زمزمه و گفتگو مناسبند. از ۲۵۶ مصراع این شعر، ۱۴۲ مصراع در بحر مجتث و ۱۱۴ مصراع در بحر مضارع سروده شده‌است. تنها ۱۱ مصراع، از نظر ارکان عروضی با بحر مربوطه انطباق کامل دارد؛ ۷ مصراع با بحر مجتث و ۴ مصراع با بحر مضارع. بقیه سطرها یا کوتاه‌تر و یا بلندتر از بحر اصلی است. در این شعر، علاوه بر این که به سیاق شعر نیمایی، ارکان عروضی به تناوب تکرار یا کاسته شده‌است، که اصطلاحاً انبساط طولی گفته می‌شود، از انبساط میانی نیز استفاده شده‌است. در انبساط میانی، شاعر یکی از ارکان عروضی (یا بخشی از آن) را بلافاصله تکرار می‌کند؛ مثلا مصراعِ «و از میان شکل‌های هندسی محدود»، به صورت مفعولُ فاعلاتُ (فاعلاتُ) مفاعیل تقطیع می‌شود که در آن، رکن فاعلاتُ دو بار پشت سر هم تکرار شده‌است.
شمیسا تکرار صدای «س» در قسمت‌های مختلف شعر را تداعی موسیقایی سرما و هوای زمستانی می‌داند. همچنین هم‌صامتی صدای «ج» در «من از گفتن می‌مانم اما زبان گنجشکان/زبان زندگی جمله‌های جاری جشن طبیعت است»، تداعی‌کننده جیک‌جیک گنجشکان است.

## بازخوردها
ضیاءالدین ترابی «ایمان بیاوریم به آغاز فصل سرد» را «یکی از بهترین شعرهای فروغ فرخزاد» و «یکی از ماناترین نمونه‌های شعر امروز» قلمداد کرده‌است. به نظر ترابی، این شعر «در عین سادگی و روانی، از ساحتی استوار و منطقی برخوردار است.» به نظر وی لحن روایی آن از شعر بودن نکاسته‌است.
سیروس شمیسا این شعر را از بعضی جهات «بهترین، موثرترین و مهمترین شعر فروغ» می‌داند؛ «شعری بسیار صمیمانه، تاثیرگذار و مساله‌دار.» به عقیده وی، فروغ در این شعر حرف‌ها و دیدگاه‌هایش را نسبت به زندگی و به طور خاص، زندگی خودش بیان کرده‌است و سروده‌های دیگر او نیز به نوعی از همین عواطف و مفاهیم سرچشمه گرفته‌است. بنابراین رد پای مفاهیم این شعر را می‌توان در بقیه شعرهای فروغ پیدا کرد.